# オール・アラウンド・ザ・ワールド
「オール・アラウンド・ザ・ワールド」（原題：All Around The World）は、1998年にオアシスが発表したシングル。

## 解説
1997年のアルバム『ビィ・ヒア・ナウ』からの3rdシングルとして発売され、オアシスにとって4作目の全英1位獲得シングルとなる。マーク・フェルサムがハーモニカでゲスト参加。
タイトル曲はアウトロが次の曲とかぶらずに終わるため、厳密にはシングルバージョンでありアルバム収録のものとは異なる。
2020年に三井住友銀行のCMソングに使用された。
CDシングルのみ、ローリング・ストーンズ「ストリート・ファイティング・マン」のカヴァー収録。

## 収録曲
- 英国盤CD CRESCD 282

1. オール・アラウンド・ザ・ワールド - All Around the World - 9:38
2. ザ・フェイム - The Fame - 4:35
3. フラッシュバックス - Flashbax - 5:07
4. ストリート・ファイティング・マン - Street Fighting Man (Jagger/Richards) - 3:54

- 7インチアナログ CRE 282

1. オール・アラウンド・ザ・ワールド - All Around the World (Edit)
2. ザ・フェイム - The Fame - 4:35

- 12インチアナログ CRE 282T

1. オール・アラウンド・ザ・ワールド - All Around the World - 9:38
2. ザ・フェイム - The Fame - 4:35
3. フラッシュバックス - Flashbax - 5:07

- カセットテープ CRECS 282

1. オール・アラウンド・ザ・ワールド - All Around the World (Edit)
2. ザ・フェイム - The Fame - 4:35